# Live at the Bass Performance Hall
Live at the Bass Performance Hall é um álbum ao vivo do cantor e compositor Lindsey Buckingham, conhecido como vocalista do Fleetwood Mac, lançado em março de 2008.
O projeto foi gravado no Bass Performance Hall, nos EUA, durante a turnê do álbum Under the Skin, de 2008. Além de canções deste álbum, o trabalho incluiu sucessos do Fleetwood Mac e músicas da carreira solo de Lindsey.

## Faixas
Todas as composições por Lindsey Buckingham, exceto onde anotado.

### CD
1. "Not Too Late" – 6:38
2. "Trouble" – 4:22
3. "Never Going Back Again" – 3:37
4. "Second Hand News" – 3:42
5. "Cast Away Dreams" – 4:33
6. "It Was You" – 3:17
7. "Big Love" – 3:29
8. "Go Insane" – 4:47
9. "Under the Skin" – 4:05
10. "I'm So Afraid" – 9:14
11. "I Know I'm Not Wrong" – 4:11
12. "Go Your Own Way" – 6:57
13. "Holiday Road" – 3:11
14. "Show You How" – 4:49
15. "Shut Us Down" (Buckingham, Sipper) – 6:04

### DVD
1. "Not Too Late"
2. "Trouble"
3. "Never Going Back Again"
4. "Second Hand News"
5. "Cast Away Dreams"
6. "It Was You"
7. "Big Love"
8. "Go Insane"
9. "Under the Skin"
10. "I'm So Afraid"
11. "I Know I'm Not Wrong"
12. "Tusk"
13. "Go Your Own Way"
14. "Holiday Road"
15. "Show You How"
16. "Shut Us Down'